# Fabio Sabatini
Fabio Sabatini (Pescia, 18 de fevereiro de 1985) é um ciclista profissional italiano, que atualmente compete para a equipe Etixx-Quick Step. No Tour de France 2011, ele foi o último na classificação geral, o lanterne rouge.